# وارسو
وارسو أو فرصوفيا أو فارسوفيا (بالبولندية: Warszawa ) هي عاصمة بولندا (بولونيا) وأكبر مدنها. وتقع على نهر فيستولا ما يقرب من 260 كيلومترا من بحر البلطيق وعلى مسافة 300 كيلومتر من جبال الكاربات. وقدر عدد سكانها في عام 2014 ب 1,726,581 مع سكان منطقة العاصمة الكبرى يصل إلى 2,631,902 نسمة، مما يجعل من مدينة وارسو واحدة من أكبر 10 مدن في الاتحاد الأوروبي من حيث عدد السكان. تبلغ مساحة المدينة 516.9 كيلومتر مربع، في حين تجمع المدينة يغطي 6,100.43 كيلو متر مربع. وقد تعرضت المدينة للتدمير الشديد خلال الحرب العالمية الثانية ودمر أكثر من 85 % من مبانيها.
وارسو هي ألفا-مدن عالمية، تعتبر من أهم المقاصد السياحية الدولية ومركزًا اقتصاديًا هامًا في أوروبا الوسطى والشرقية. وتعرف أيضًا باسم «مدينة العنقاء» لأنها شهدت الكثير من الحروب في تاريخها. وأبرزها الحرب العالمية الثانية حيث اضطرت المدينة إلى إعادة بناء نفسها، حيث تم تدمير 80% من مبانيها. في 9 تشرين الثاني 1940 تم منح المدينة أعلى وسام عسكري "Virtuti Militari" في بولندا لبطولتها، ولحصار وارسو (1939).

## أصل التسمية
اسم وارسو في اللغة البولندية، Warszawa (أيضا يتهجى سابقًا Warszewa وWarszowa)، يعني «الانتماء إلى Warsz،»Warsz هو الصيغة المذكّرة المختصرة للاسم الذي يدلّ على أصل السلافيين Warcisław.

## التاريخ

### التاريخ المبكر

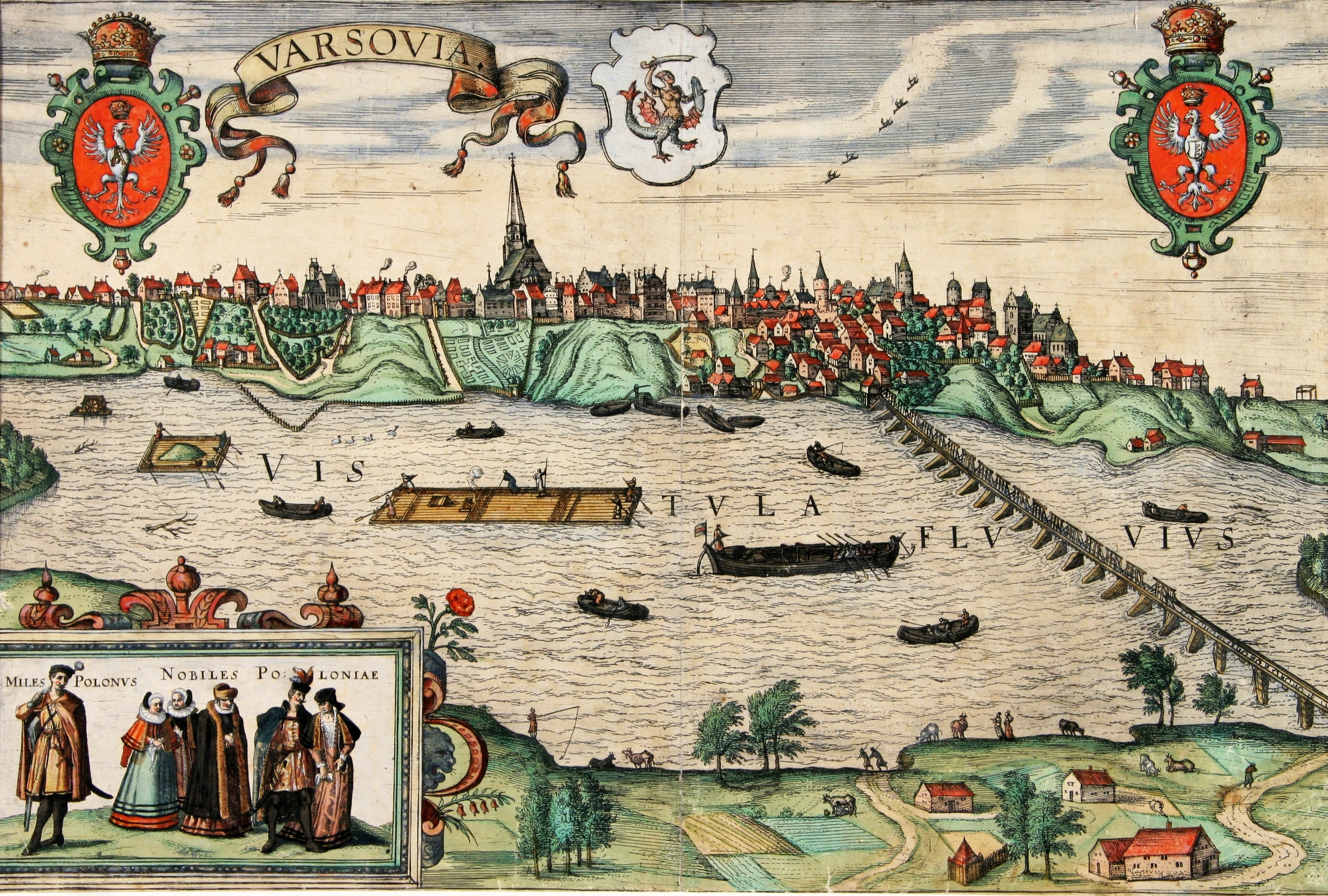
صورة تظهر وارسو العصور الوسطى وكنيسة القديس جون (1390)

أول المستوطنات المحصنة على موقع وارسو الحالي كانت برودنو (Brodno) (في القرن التاسع/العاشر) و يازدوف (Jazdów) (في القرن 13/12). وبعد أن تدمرت يازدوف ، تم إنشاء مستوطنة جديدة مماثلة في موقع قرية صيد صغيرة تسمى وارسو. حوالي عام 1300 أنشئ الأمير بوليسلاف الثاني بلوك أمير مازوفيا هذه المستوطنة، في مكان وارسو الحالية، في بداية القرن 14 أصبحت واحدة من المقاعد الرئيسة لدوقية ماسوفيا، لتصبح عاصمة مازوفيا عام 1413. استند اقتصاد وارسو في القرن 14 على الحرف وصناعة الأثاث والملابس والتجارة. وبناء على انتهاء خط الوراثة بالدوقية المحلية، أعيدت الدوقية إلى ولي عهد بولندا في عام 1526.

### القرن السادس عشر والثامن عشر

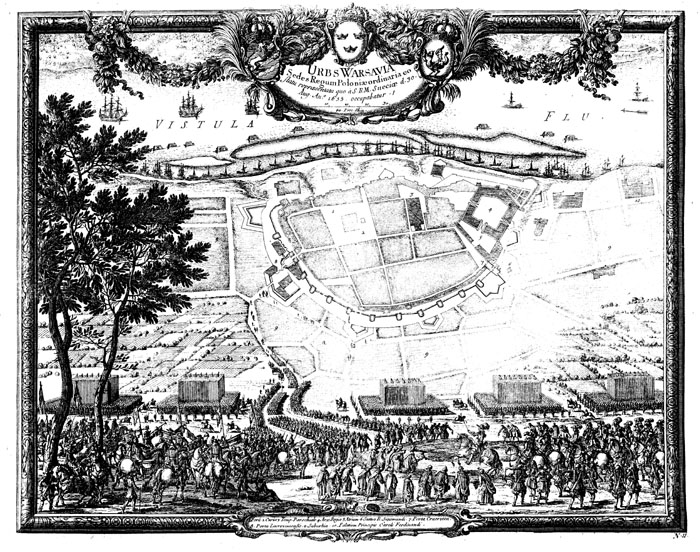
معركة وارسو 1656

في عام 1529 أصبحت وارسو لأول مرة مقر مجلس النواب العام، بشكل دائم من 1569. في 1573 في المدينة انضمت وارسو إلى الاتحاد الكونفدرالي، وانشئت رسميًا الحرية الدينية في الكومنولث البولندي الليتواني. نظرًا لموقعها المركزي بين عواصم دول الاتحاد في كراكوف وفيلنيوس أصبحت وارسو عاصمة للكومنولث، ومقر ولي العهد البولندي، في 1596، عندما نقل الملك سيغيسموند الثالث فاسا مقر الحكم من كراكوف إلى وارسو.
في السنوات التالية توسعت البلدة باتجاه الضواحي. وأنشئت عدة دوائر مستقلة خاصة، ملكاً للأرستقراطيين والنبلاء، والتي كانت تحكمها قوانينها الخاصة.
اثناء حروب الشمال حوصرت المدينة ثلاث مرات بين عامي 1655-1658 ، ونهبتها قوات السويد وبراندينبورغ وترانسيلفانيا.
في 1700، اندلعت حرب الشمال الثالثة. حوصرت المدينة عدة مرات واضطرت إلى دفع الديات الثقيلة. حيث جعل من ذلك وارسو مدينة رئيسية وعاصمة في وقت مبكر.
في الفترة بين أعوام 1764-1780 أعاد ملك بولندا ستنيسو أغسطس بونياتوفسكي تصميم المناطق الداخلية من القلعة الملكية ووارسو وأضاف الكثير من التجديدات بشكل عام، كما عمل على تحويل وارسو مركزا للثقافة والفنون. وحصلت وارسو على اسم باريس الشرق.

### القرن التاسع عشر و العشرين

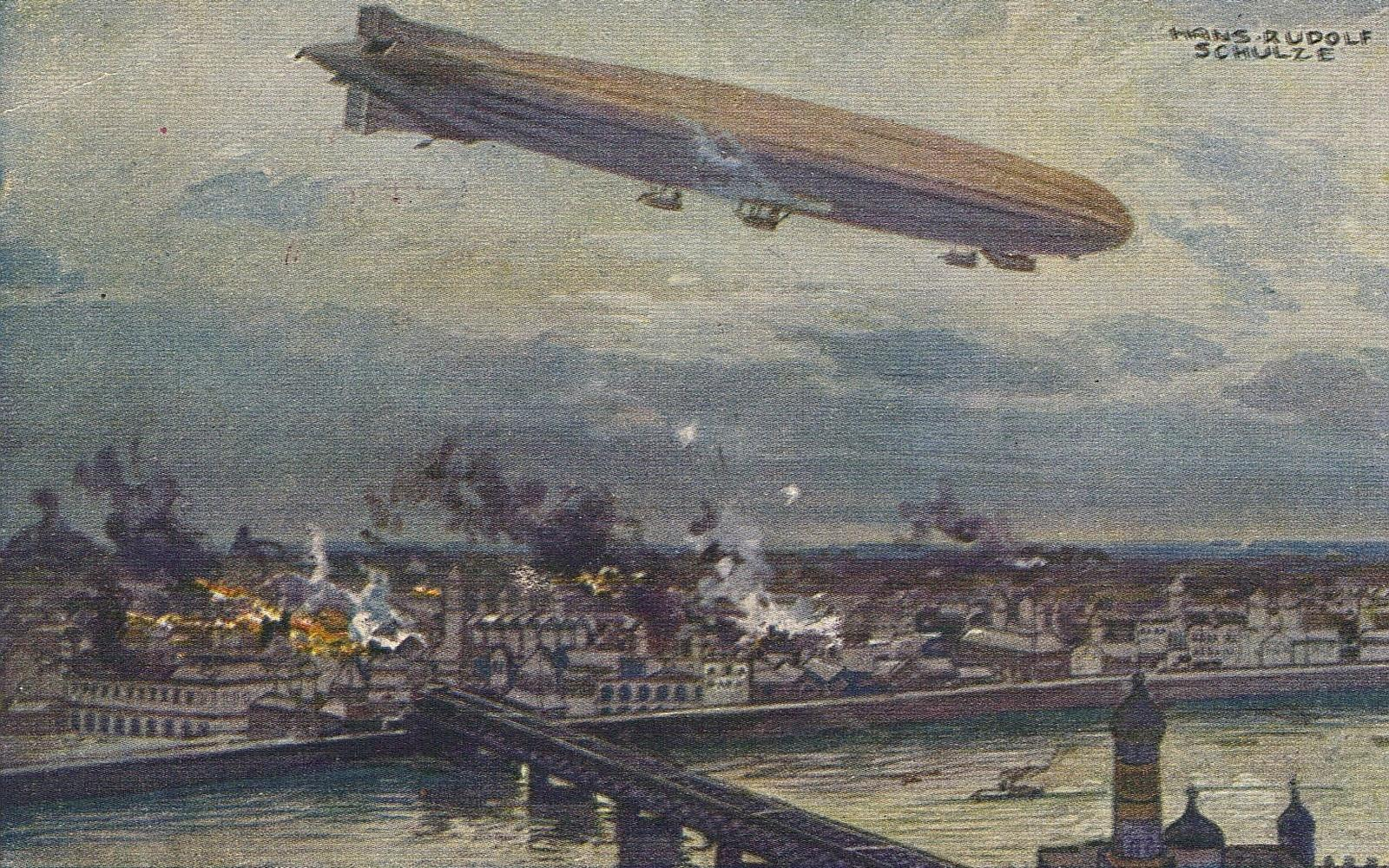
سفينة هوائية ألمانية SL2 قصف وارسو عام 1914

بقيت وارسو عاصمة للكومنولث البولندي الليتواني حتى 1795، عندما ضمتها مملكة بروسيا لتصبح عاصمة إقليم جنوب بروسيا. حررها جيش نابليون الأول في 1806، أصبحت وارسو عاصمة دوقية وارسو. وبعد مؤتمر فيينا عام 1815، أصبحت وارسو وسط الكونغرس البولندي التابع للإمبراطورية الروسية ،ونظام ملكي دستوري في بولندا في ظل اتحاد شخصي مع الإمبراطورية الروسية. تأسست الجامعة الملكية وارسو في 1816.
أشار سجل تعداد الإمبراطورية الروسية عام 1897، إلى أن تعداد سكان وارسو كان 626,000 نسمة، مما يجعلها ثالث أكبر مدينة في الإمبراطورية الروسية بعد سانت بطرسبورغ وموسكو في ذلك الوقت.
احتلت وارسو مرة أخرى من قبل الإمبراطورية الألمانية بتاريخ 4 أغسطس 1915 حتى عام 1918. أصبحت بعد ذلك عاصمة بولندا المستقلة حديثًا في عام 1918.
في سياق الحرب البولندية السوفيتية الأولى عام 1920، حدثت معركة وارسو في الضواحي الشرقية للمدينة وتم الدفاع عن العاصمة بنجاح، وهُزم الجيش الأحمر. أوقفت بولندا بنفسها وطأة الجيش الأحمر، وهزمت فكرة «تصدير الثورة».

### الحرب العالمية الثانية

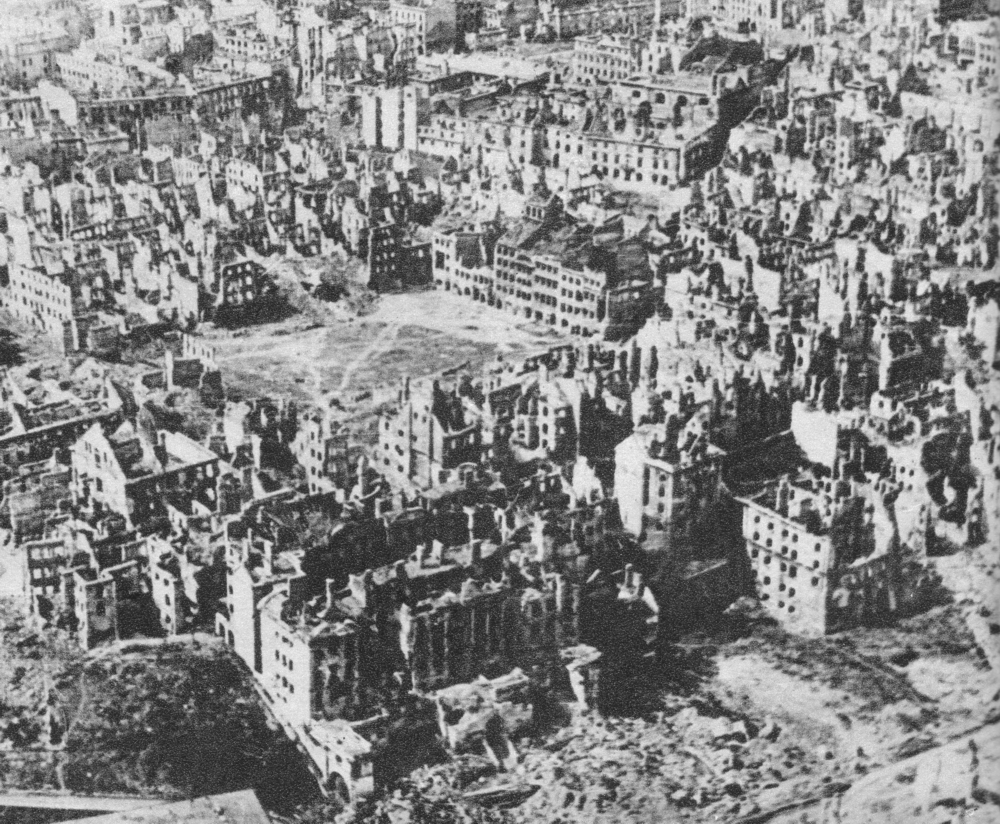
البحر من تحت الانقاض ثمانية من كل 10 مباني في وارسو تعرضت للتدمير بحلول نهاية الحرب العالمية الثانية. في الوسط يسارًا يمكن رؤية أنقاض المدينة القديمة مكان «ساحة سوق البلدة القديمة».

خلال الحرب العالمية الثانية، بقيت بولندا الوسطى، بما في ذلك وارسو، تحت سيادة الحكومة العامة والإدارة الاستعمارية الألمانية النازية. وأغلقت على الفور جميع مؤسسات التعليم العالي وجُمع السكان اليهودي وارسو-عدة مئات من الآلاف، حوالي 30٪ من المدينة-  في وارسو غيتو عندما أمر جاء للقضاء على الحي اليهودي كجزء من «الحل الأخير» لهتلر في 19 نيسان 1943، قاموا المقاتلون اليهود بثورة وارسو غيتو. على الرغم من تفوق الجيش عليهم بشكل كبير من حيث العدد، استمرت في غيتو ما يقارب الشهر. وعندما انتهى القتال، تقريبًا تم ذبح جميع الناجين، وعدد قليل فقط تمكنوا من الفرار أو الاختفاء.
بحلول شهر يوليو عام 1944، كان الجيش الأحمر في عمق الأراضي البولندية ولاحقت الألمان نحو وارسو. مع العلم أن ستالين كان معاديا لفكرة بولندا المستقلة، أعطت الحكومة البولندية في المنفى في لندن أوامرها إلى الجيش (AK) في محاولة للسيطرة على وارسو من الألمان قبل الجيش الأحمر. وهكذا، في 1 أغسطس 1944، بدأت انتفاضة وارسو والجيش الأحمر بالاقتراب من المدينة. والكفاح المسلح، يعتزم خلال 48 ساعة الماضية والذي استمر لمدة 63 يومًا. وقدم ستالين أوامر لقواته إلى الانتظار خارج وارسو. وفي النهاية إجبروا مقاتلوا جيش الوطن والمدنيين الذين قدموا المساعدة على الاستسلام. وتم نقلهم إلى معسكرات أسرى الحرب في ألمانيا، في حين تم طرد جميع السكان المدنيين. ويقدر عدد القتلى المدنيين البولنديون ما بين 150,000 و 200,000.
في 17 يناير 1945 - بعد بداية هجوم فيستولا - الأودر للجيش الأحمر - دخلت القوات السوفيتية على بقايا وارسو وحررت ضواحي وارسو من الاحتلال الألماني. واتخذت المدينة بسرعة من قبل الجيش السوفياتي، الذي تقدم بسرعة نحو وودج، والقوات الألمانية أعادوا تنظيم صفوفهم في موقف أكثر نحو الغرب.

### العصر الحديث
في عام 1945، بعد التفجيرات والثورات والقتال، كان الهدم قد توقف، جزء كبير من وارسو كان منهارًا.
بعد الحرب، في ظل النظام الشيوعي الذي أنشأه السوفييت، تم إقامة الكثير من المشاريع السكنية في وارسو وذلك لمعالجة النقص في المساكن، جنبًا إلى جنب مع المباني التقليدية الأخرى لمدينة الكتلة الشرقية، مثل قصر الثقافة والعلوم. استأنفت المدينة دورها كعاصمة لبولندا ومركز البلاد من الناحية السياسية والاقتصادية. تم استعادة العديد من الشوارع التاريخية والمباني والكنائس إلى شكلها الأصلي. في الثمانيات، أدرجت مدينة وارسو القديمة التاريخية على قائمة اليونسكو للتراث العالمي.
في عام 1995، افتتح مترو وارسو. مع دخول بولندا إلى الاتحاد الأوروبي في عام 2004، تشهد وارسو حاليًا أكبر ازدهار اقتصادي في تاريخها. ومن المقرر أن تكون المباراة الافتتاحية لكأس الأمم الأوروبية عام 2012 في وارسو.

## الجغرافيا

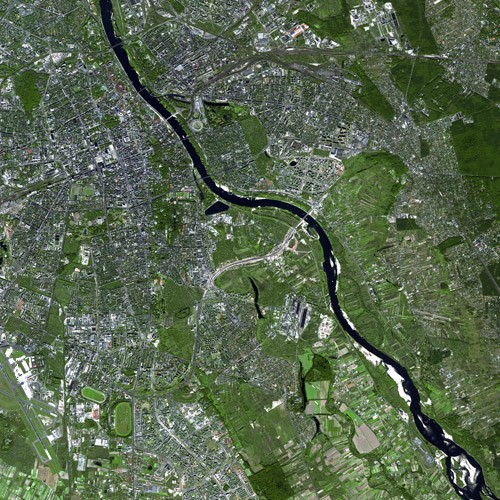
وارسو، رؤية من الجو

تقع وارسو في شرق ووسط بولندا وتبعد حوالي 300 كم عن جبال الكاربات وحوالي 260 كلم (160) عن بحر البلطيق و523 كم إلى الشرق من برلين، ألمانيا. مدينة تقع على نهر فيستولا، تغطي مدينة وارسو مساحة 450كم²، ويقسمها نهر فيستولا؛ فقسم الضفة اليسرى يقع في غربي النهر، وقسم الضفة اليمنى يقع في شرقي النهر. وتحتوي وارسو على العديد من المتنزهات الواسعة. وتقع في قلب سهل ماسوفيان، ويبلغ متوسط ارتفاع المدينة 100 متر (330 قدم) فوق مستوى سطح البحر.

### المناخ
مناخ وارسو هو قاري رطب مع شتاء بارد وصيف معتدل. ويبلغ متوسط درجات الحرارة في يناير -3 درجة مئوية (27 درجة فهرنهايت) و 19.3 درجة مئوية (66.7 درجة فهرنهايت) في يوليو. قد تصل درجة الحرارة إلى 30 درجة مئوية في كثير من الأحيان (86 درجة فهرنهايت) في فصل الصيف. يبلغ معدل سقوط الأمطار السنوي 495 ملم (19,5 بوصة)، يعد شهور يوليو الأكثر مطرًا. عادةً ما تكون فصول الربيع والخريف جميلة.

### التقسيمات الإدارية
حتى عام 1994، كانت هناك 7 مناطق في وارسو: «شرودميشتشي»، براغا بولنوخ، براغا بولودني، زوليبورز، فولا، وخوتا، موكوتوف. بين عامي 1994 و 2002، كانت هناك 11 منطقة: مركز المدينة، بيالوليكا، تارغوفيك، ريمبيرتوف، فافير، فلوخي، فيلانوف، ورسينوف، ورسوس، بيموفو، بيلاني. في عام 2002، تم دمج بلدة فيسولا، وقد تم تقسيم أراضي وارسو على النحو التالي:
| القضاء                                 | السكان    | المساحة    |
| -------------------------------------- | --------- | ---------- |
| موكوتوف                                | 225.571   | 35,4 كم2   |
| براغا بولودني                          | 182.588   | 22,4 كم2   |
| ورسينوف                                | 148.876   | 48,6 كم2   |
| فولا                                   | 137.692   | 19,26 كم2  |
| بيلاني                                 | 133.778   | 32,3 كم2   |
| «شرودميشتشي» (بالبولندية: Śródmieście) | 126.143   | 15,57 كم2  |
| تارغوفيك                               | 123,214   | 24,37 كم2  |
| بيموفو                                 | 113.066   | 24,95 كم2  |
| وخوتا                                  | 89.383    | 9,7 كم2    |
| بيالوليكا                              | 89.234    | 73,04 كم2  |
| براغا بولنوخ                           | 71.675    | 11,4 كم2   |
| فافير                                  | 69.898    | 79,71 كم2  |
| ورسوس                                  | 50.355    | 9,35 كم2   |
| زوليبورز                               | 48.060    | 8,5 كم2    |
| فلوخي                                  | 39.690    | 28,63 كم2  |
| ريمبيرتوف                              | 23.320    | 19,30 كم2  |
| فيسولا                                 | 22.757    | 22,6 كم2   |
| فيلانوف                                | 19.146    | 36,73 كم2  |
| المجموع                                | 1.714.446 | 521,81 كم2 |

وارسو هي «مقاطعة»، وتنقسم إلى 18 من الأحياء، (بالبولندية: dzielnica) كل حي منهم يتكون من عدة مناطق ليس لها وضع قانوني أو إداري. تملك وارسو اثنين من الأحياء التاريخية وهم «ستاري مياستو» و«نوفي مياستو» في حي «شرودميشتشي» (بالبولندية: Śródmieście).

### الحياة النباتية والحيوانية
المساحات الخضراء تغطي 40٪ من مساحة سطح وارسو، بما في ذلك مجموعة واسعة من البناء الأخضر من حدائق الأحياء الصغيرة والمساحات خضراء على طول الشوارع والأشجار والساحات وممرات الحدائق الكبيرة والتاريخية ومناطق المحافظة على الطبيعة والغابات في المناطق الحضرية وعلى مشارف المدينة.
وهناك حوالي 82 من الحدائق العامة في المدينة والتي تغطي 8% من مساحتها  ومن أقدمها، هي حديقة سكسوني وحديقة قصر كراسينسكي وحديقة الحمامات الملكية وحديقة قصر فيلانوف وحديقة قصر كروليكارنيا. من المساحات الخضراء الأخرى، حديقة وارسو النباتية وحديقة المكتبة الجامعية. التي تمتلك مجموعة واسعة من النباتات النادرة محليًا وعالميًا، في حين منزل النخيل في مشتل البرتقال الجديد يعرض النباتات من المناطق شبه الاستوائية من جميع أنحاء العالم.
تغطي حديقة وارسو للحيوانات مساحة 40 هكتار. ويوجد بها حوالي 5,000 حيوان وتمثل حوالي 500 نوع. تأسست حديقة الحيوانات رسميًا عام 1928.

خارطة وارسو
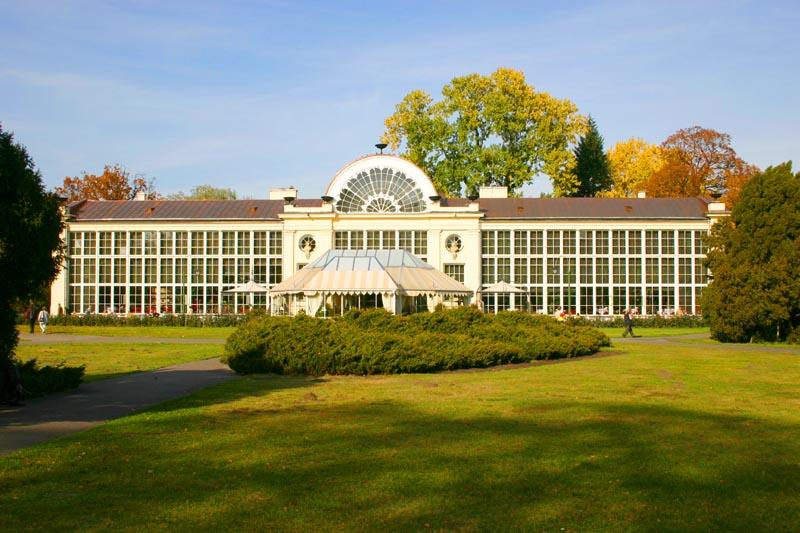
مشاتل البرتقال الجديدة ومنزل النخيل.

## السكان
تاريخيًا، كانت وارسو وجهة للهجرة الداخلية والخارجية، وخاصة من أوروبا الوسطى والشرقية. منذ ما يقرب من 300 سنة كانت تعرف باسم «باريس الشمال» أو «باريس الثانية». لقد كانت دائمًا مركزا للثقافة الأوروبية، وكمدينة أوروبية مهمة، وكانت مقصدًا للكثير من الأوروبيين. وهي المدينة الأكثر تنوعًا في بولندا ديموغرافيًا، مع أعداد كبيرة من السكان المولودين في الخارج. بالإضافة إلى أغلبية البولندية، هناك أقلية يهودية كبيرة في وارسو. وفقا لتعداد الروسي من عام 1897، من أصل مجموع السكان البالغ 638,000 نسمة آنذاك، شكل اليهود 219,000 (حوالي 34٪ في المئة). يشكل عدد السكان اليهود في وارسو قبل الحرب أكثر من 350,000 نحو 30 في المئة من سكان المدينة الإجمالي. في عام 1933، من 1,178,914 نسمة 833,5000 لغتهم الأم هي اللغة البولندية. الحرب العالمية الثانية غيرت كل هذا، وحتى هذا اليوم هناك تنوع أقل بكثير من الناحية العرقية مما كانت عليه في السنوات ال 300 الماضية من تاريخ المدينة. ويستند النمو السكاني اليوم على الهجرة الداخلية والتحضر.

### الديانة

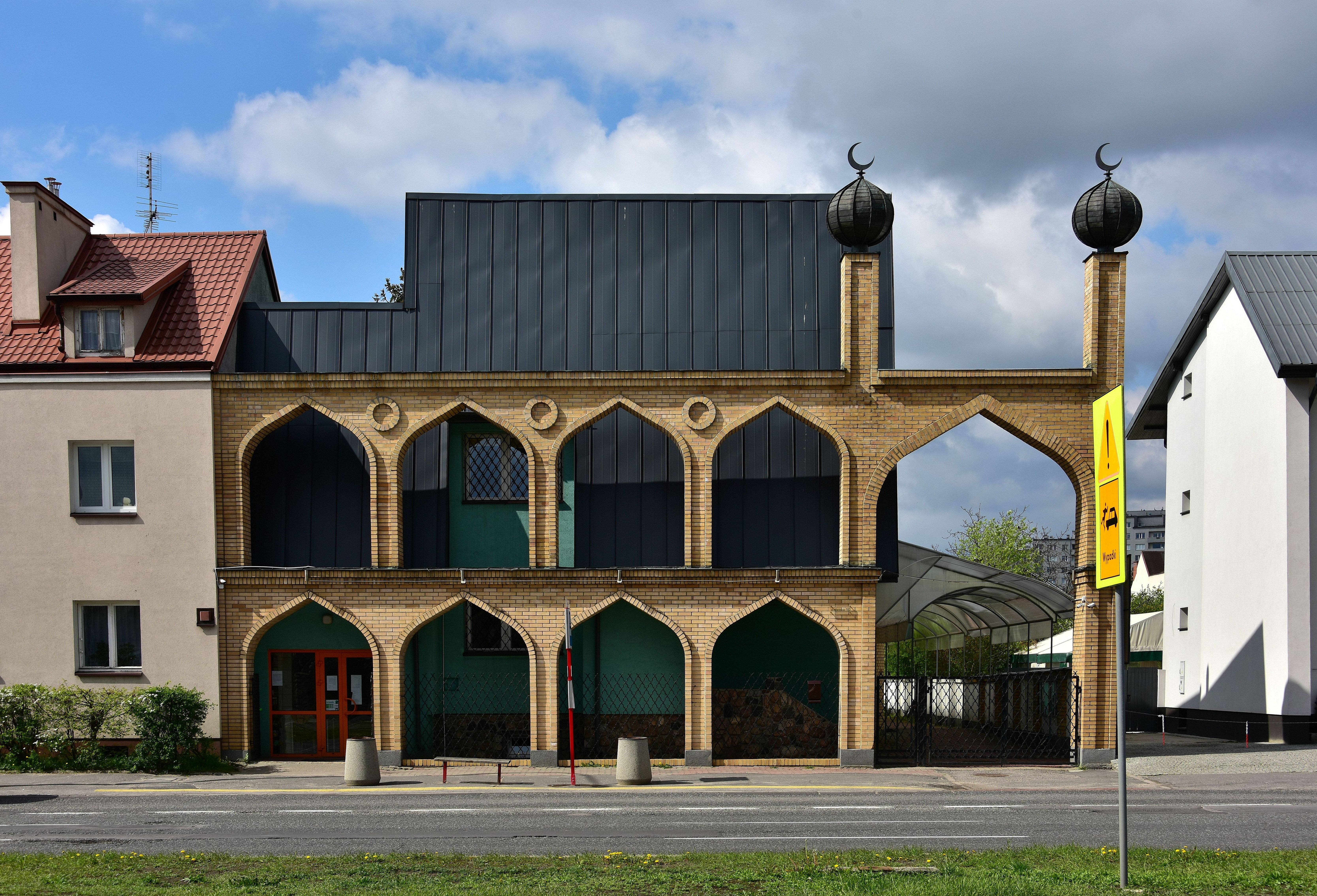
أحد مساجد وارسو

كانت وارسو طوال فترة وجودها مدينة متعددة الثقافات. ووفقًا لتعداد عام 1901، من أصل 711,988 نسمة 56,2٪ منهم يتبعون الكنيسة الرومانية الكاثوليكية، وشكل اليهود 35,7٪ منهم، 5٪ يتبعون الكنيسة اليونانية الأرثوذكسية و2،8% من البروتستانت. وبعد ثماني سنوات، وتحديدًا في عام 1909، كان هناك 281,754 يهودي (36,9٪)، 18,189 البروتستانت (2,4٪) وأما Mariavites كانوا 2818 نسمة (0,4٪). وأدى ذلك إلى بناء مئات من أماكن العبادة الدينية في جميع أنحاء المدينة. وقد تم تدمير معظمها في أعقاب انتفاضة وارسو عام 1944. بعد الحرب عملت السلطات الشيوعية الجديدة في بولندا على ترميم الكنائس المحبطة وإعادة بناء جزء صغير منها. يوجد مسجد في وارسو «مسجد وارسو» تم بناءه عام 1993.

### جودة المعيشة
وفقًا للدراسات الاستقصائية من قبل ميرسير الدولية لجودة الحياة في المدن في مختلف أنحاء العالم، أتت مدينة وارسو في المركز 84 في عام 2010 بينما احتلت بودابست المركز 73 (2010) وصوفيا المركز 114 (2010). ميرسر للاستشارات الموارد البشرية والقضايا السنوية للترتيب العالمي لمدن العالم الأكثر ملائمة للعيش والتي تستند في 39 من مفاتيح جودة الحياة. من بينها: الاستقرار السياسي وأنظمة صرف العملات والرقابة السياسية والاعلامية ونوعية التعليم والسكن والبيئة والسلامة العامة. تقوم ميرسير بجمع المعلومات في جميع أنحاء العالم في 215 مدينة.

## النقل والمواصلات
شهدت وارسو تغيرات كبيرة في البنية التحتية خلال السنوات القليلة الماضية وسط تزايد الاستثمار الأجنبي والنمو الاقتصادي. المدينة لديها بنية تحتية أفضل بكثير مع الطرق الجديدة والجسور وغيرها.
وارسو تفتقر إلى نظام جيد للطريق الدائري، وأكبر عدد من الزوار يمر مباشرة من خلال مركز المدينة. وقد تم التخطيط لطريق وارسو الدائري يتكون من الطرق السريعة الثلاث: S8 ،S2 و S17. اكتملت آخر أجزاء طرق S2 و S8 في عام 2012. يوجد في المدينة مطار دولي اسمه مطار وارسو شوبان، ويبعد 35 كم إلى الشمال، ومن المقرر أن يصبح المطار الدولي الثاني للمدينة في يوليو 2012، وهو يستضيف حوالي 100 رحلة دولية ومحلية في اليوم، ومع أكثر من 9,268,551 راكب في عام 2007، ويعد أكبر مطار في بولندا.
وسائل النقل العام في وارسو تشمل الحافلات والترامواي (الحافلات الكهربائية) وقطار الأنفاق والقطارات الخفيفة خط Warszawska Kolej Dojazdowa، والسكك الحديدية في المناطق الحضرية Szybka Miejska Kolej والسكك الحديدية الإقليمية Koleje Mazowieckie (سكك الحديد مازوفيان). يتم تشغيلها بواسطة الحافلات وعربات الترامواي في المناطق الحضرية والسكك الحديدية ومترو بواسطة (Miejskiego Transportu Zarząd (ZTM هيثة وارسو للنقل.

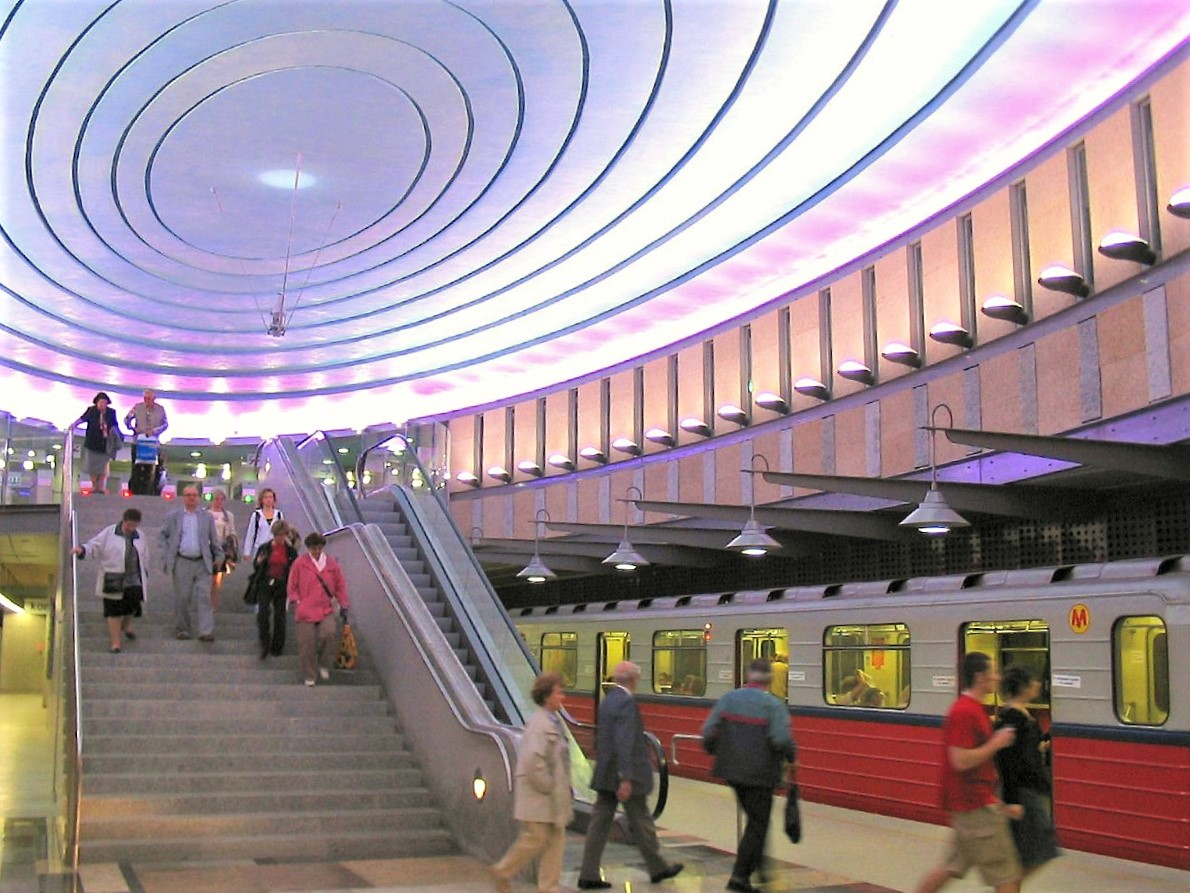
محطة مترو بلاك ويلسونا

ويتم تشغيل السكك الحديدية الإقليمية والسكك الحديدية الخفيفة من قبل الدولة من خلال سكك الحديد البولندية (PKP). هناك أيضًا بعض خطوط حافلات النقل بين المدن التي تديرها شركات خاصة. خدمة الحافلات تغطي كامل المدينة، مع ما يقرب من 170 من الطرق بقيمة إجمالية تبلغ حوالي 2,603 كيلومتر لفترة طويلة وبعض السيارات 1,600.
تم افتتاح الفرع الأول لمترو وارسو في عام 1995 الذي ضم في بداية الأمر كان 11 محطة. وتضم شبكة المترو الآن 21 محطة تعمل على مسافة تقارب 23 كيلومترًا. في البداية، كانت كل القطارات من صناعة روسية. في عام 1998، صدرت الأوامر لتصنيع 108 من العربات الجديدة من شركة ألستوم الفرنسية. يبلغ طول الخط الثاني بين الشرق والغرب حوالي 31 كيلومترًا. القسم المركزي هو الآن قيد الإنشاء وسيكون طوله 6 كم. طويل مع سبع محطات. محطة سكك الحديد الرئيسية في وارسو هي سينترالنا، وتنطلق منها خدمات للرحلات الداخلية إلى كل مدينة رئيسية تقريبًا في بولندا إضافة إلى رحلات دولية أيضًا. وهناك أيضًا خمس محطات سكك حديدية رئيسية وعدد من المحطات الأصغر في الضواحي.

## الاقتصاد

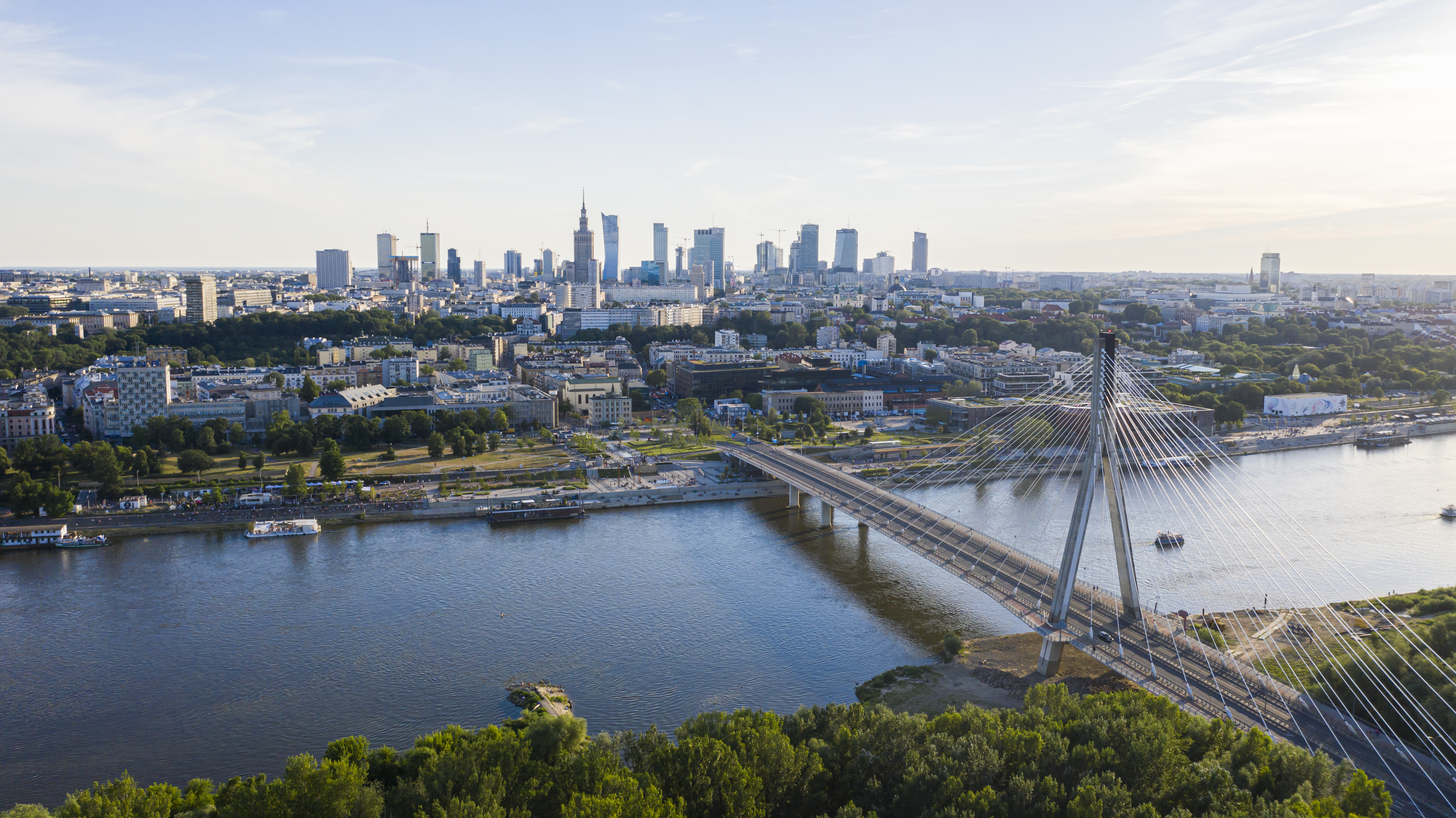
مركز مدينة وارسو

مدينة وارسو من المراكز الصناعية المهمة في بولندا، حيث يوجد بها مصانع معالجة الأغذية ومصانع السيارات والمعدات الكهربائية والمعادن والأنسجة. وكانت وارسو منذ القدم مدينة تجارية تقع على تقاطع طرق السكك الحديدية الرئيسية في أوروبا الشرقية. ويعمل الآلاف من مواطني وارسو في القطاعات الحكومية. وقد عانى اقتصاد وارسو مثلها مثل بقية بولندا الضعف بصورة حادة، حيث عانى المواطنون ضائقة اقتصادية شديدة.
في عام 2008، جاءت وارسو في المركز 35 من أغلى المدن للعيش فيها في العالم. ووضعها على قدم المساواة مع مدن مثل أمستردام أو روما. المدينة أيضا في المرتبة الثامنة من أصل 65 مدينة في مؤشر ماستركارد في الأسواق الناشئة (2008).

## الثقافة

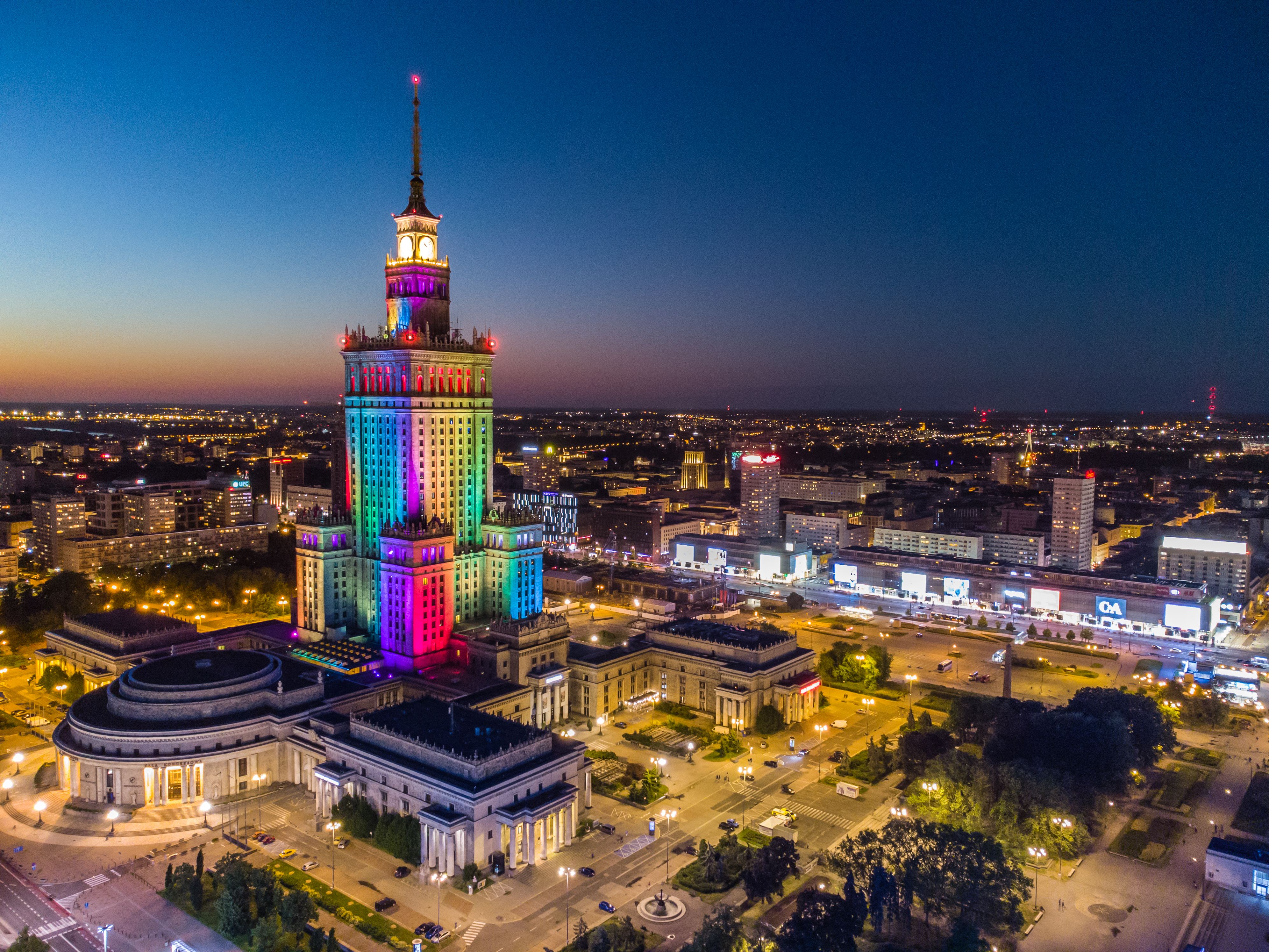
قصر الثقافة والعلوم

توجد العديد من المكتبات الراقية والمتاحف والمسارح. كما أن بها تماثيل للعديد من مشاهير البولنديين تنتشر في أحياء المدينة. ومن المباني المشهورة التي أُعيد بناؤها بعد الحرب كاتدرائية سانت جون وأسوار المدينة القديمة التي يرجع تاريخ إنشائهما إلى القرن الرابع عشر الميلادي. كذلك أعيد بناء مبنى أوبرا وارسو الذي يعد أكبر مبنى أوبرا في العالم. وتحتوي وارسو على مبان مكتبية وتجارية حديثة. وبها محلات حديثة ممتدة من شارع مارزال كوسكا في قلب السوق التجاري للمدينة. كما أن بها قصر الثقافة والعلوم في وارسو وهو هدية من الاتحاد السوفياتي في عام 1954.

### الموسيقى

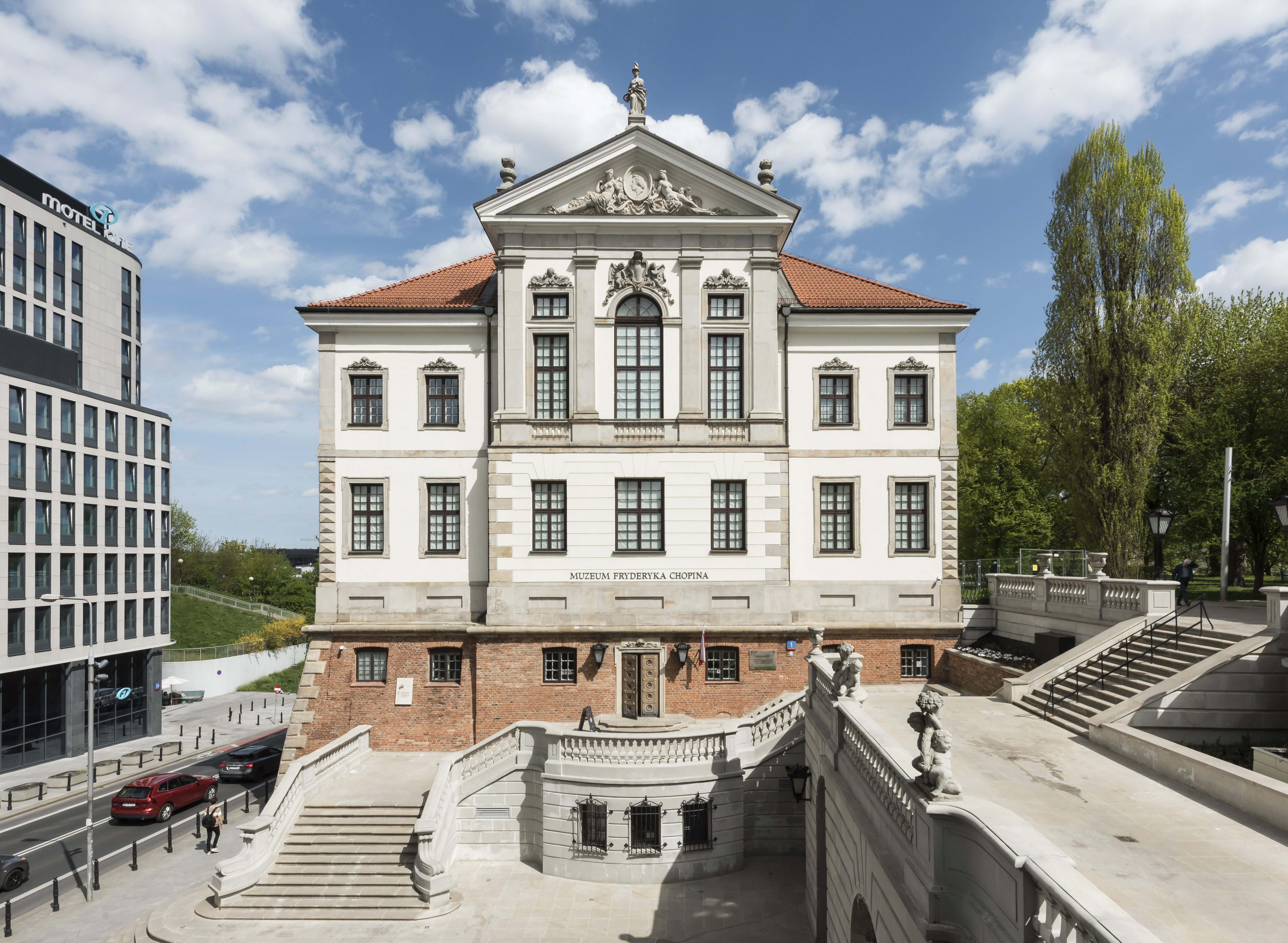
متحف شوبان

وتقام العديد من المناسبات الثقافية في المدينة، حيث يتم كل خريف احتفال بالموسيقى الحديثة، التي تستقطب العديد من الموسيقيين من كل أنحاء أوروبا. بفضل العديد من المواقع الموسيقية، بما في ذلك المسرح الكبير والأوبرا الوطنية البولندية وقاعة الأوبرا وقاعة أوركسترا الوطنية والمسرح الوطني، وكذلك المسارح الغجر وموسيقى بوفو وقاعة المؤتمر في قصر الثقافة والعلوم، وارسو تستضيف العديد من الفعاليات والمهرجانات. ومن بين الأحداث تستحق اهتماما خاصا هي: وتجرى مسابقة كل خمس سنوات لعازفي البيانو من كل أنحاء العالم، للتنافس في مسابقة البيانو العالمية المعروفة باسم وارسو فريدريك شوبان. والاتحاد الدولي للموسيقى المعاصرة «مهرجان خريف وارسو» ومهرجان الجاز وأيام صيف وارسو الجاز والمنافسة الدولية مونيوسزكو ستنيسو الصوتي ومهرجان موزارت ومهرجان للموسيقى القديمة.

### الرياضة

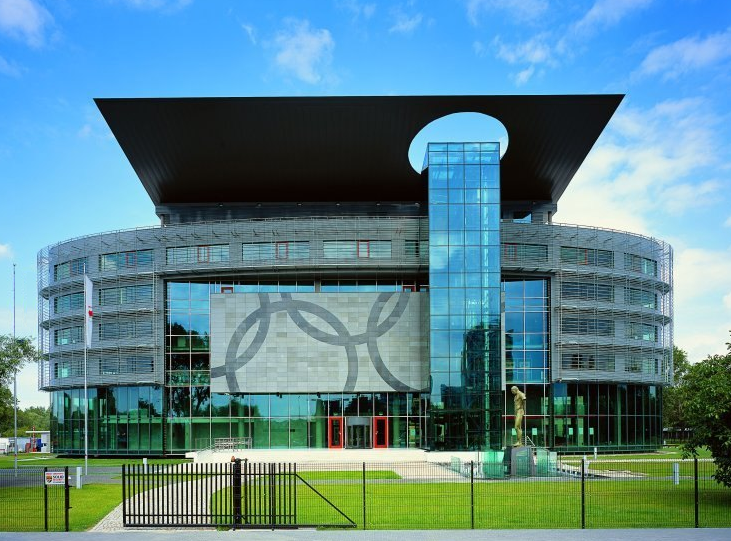
المركز الأوليمبي في وارسو

الإستاد الوطني لكرة القدم من المخطط أن يتسع ل 56,000 متفرج، هو قيد البناء حاليًا في موقع Stadion Dziesięciolecia والذي هدم مؤخرًا. من المقرر أن يستضيف الاستاد الوطني المباراة الافتتاحية (مباراة المجموعة)، ويبقى استضافة 2 من مباريات المجموعة وربع النهائي ونصف النهائي من كأس الأمم الأوروبية لكرة القدم 2012 المنظمة بالاشتراك ما بين بولندا وأوكرانيا.
كذلك هناك العديد من المراكز الرياضية في المدينة. قامت البلية ببناء معظم هذه المرافق وأحواض السباحة والقاعات الرياضية في السنوات القليلة الماضية. المكان الرئيسي في الأماكن المغلقة هو "Torwar Hall"، ويستخدم لجميع أنواع الرياضات الداخلية (خاصةً، حلبة التزلج الداخلي). وتوجد ساحة للتزلج (Stegny) في الهواء الطلق ومضمار الخيل (Służewiec).
أفضل مراكز للسباحة في المدينة هي «حديقة فارسزافيانكا المائية»، ويبعد 4 كم إلى الجنوب من المركز في شارع Merliniego، حيث هناك حمام سباحة أوليمبي، فضلا عن منزلقات مائية ومناطق للأطفال.

### وسائل الإعلام والسينما

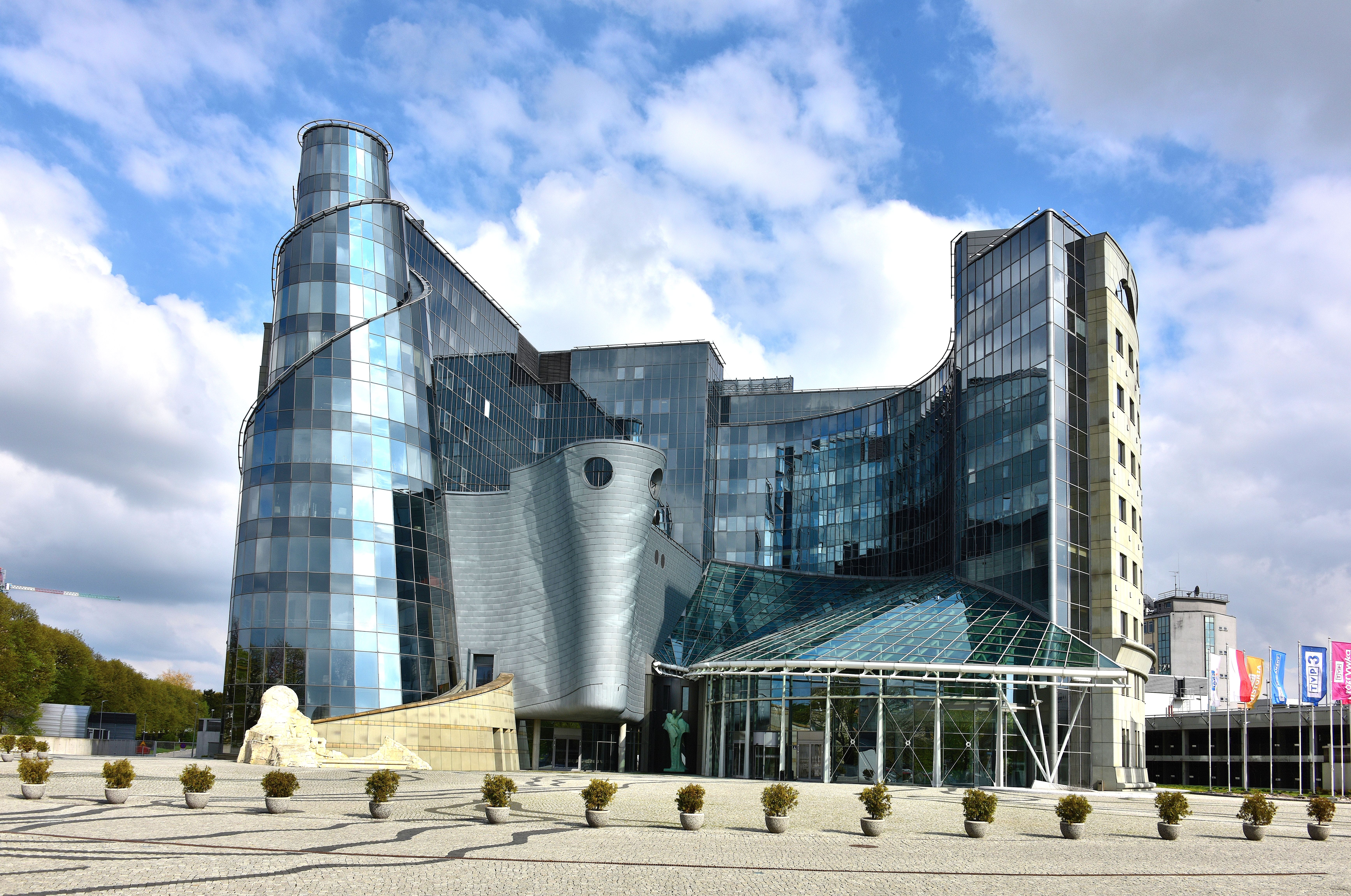
المقر الرئيسي للتلفزيون البولندي في شارع فورونيكزا.

وارسو هي مركز وسائل الإعلام في بولندا، وموقع المقر الرئيسي للتلفزيون البولندي وغيرها من العديد من المحطات التلفزيونية المحلية والوطنية والمحطات الإذاعية، مثل TVN، Polsat، TV4، TV Puls، Canal+ Poland، Cyfra+ و MTV Poland.
على مدى السنوات القليلة المقبلة سيتم إنشاء مدينة جديدة لتصبح كمركز في الإنتاج السينمائي للإنتاج الأفلام البولندية والدولية في نوفي مياستو، التي تبعد مجرد 80 كم عن وارسو. وستكون أكبر أستوديو سينمائي ذو التقنية العالية في أوروبا. وأول المشاريع التي سيتم تصويرها في المدينة السينمائية الجديدة سيكون فيلمين عن انتفاضة وارسو  وسيتم بناء 2 من Backlot لهذه المشاريع. الكثير من مرحلة ما قبل الحرب العالمية الثانية وأطلال مدينة وارسو.

### التعليم

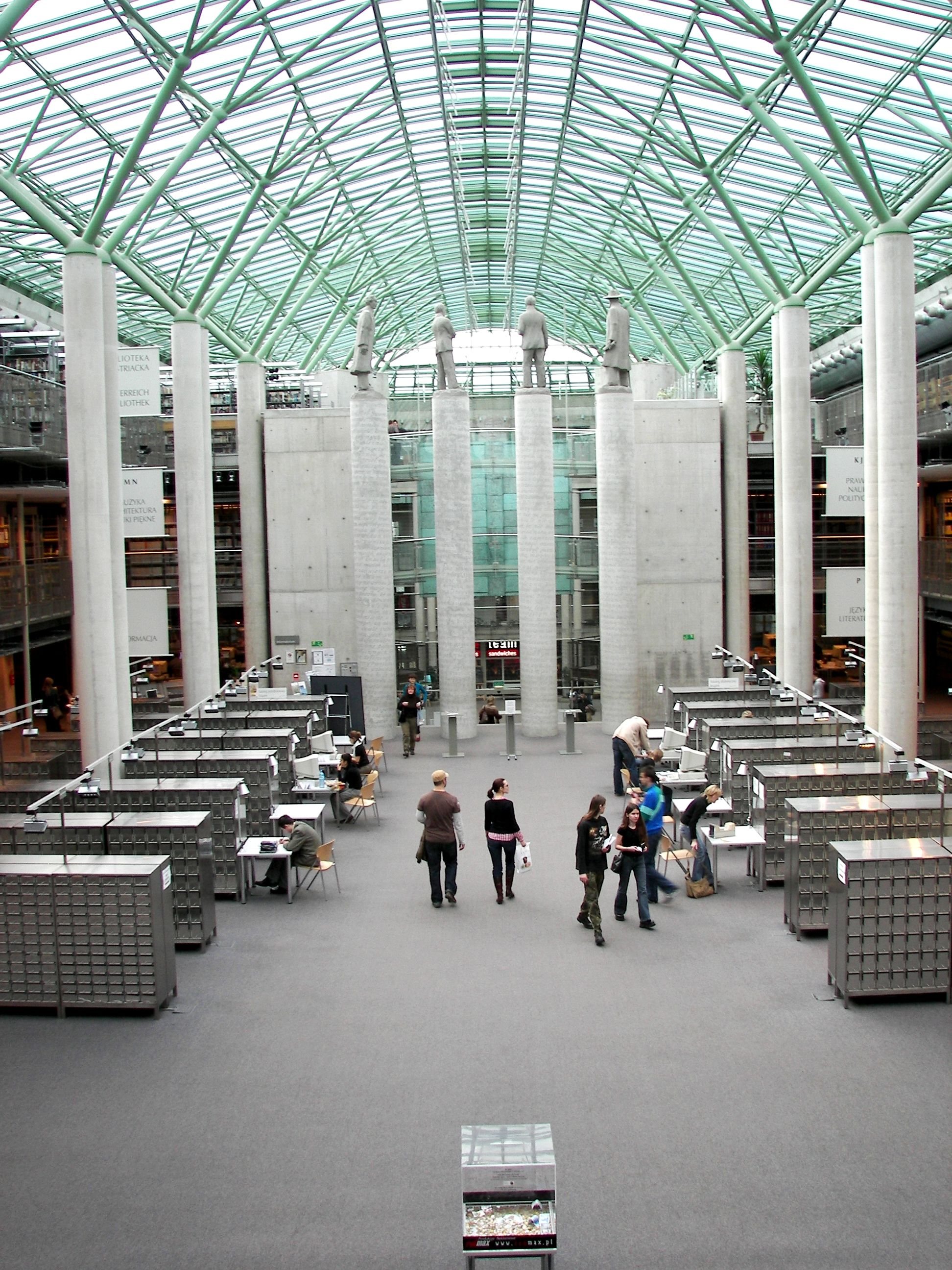
مكتبة جامعة بولندا من الداخل.

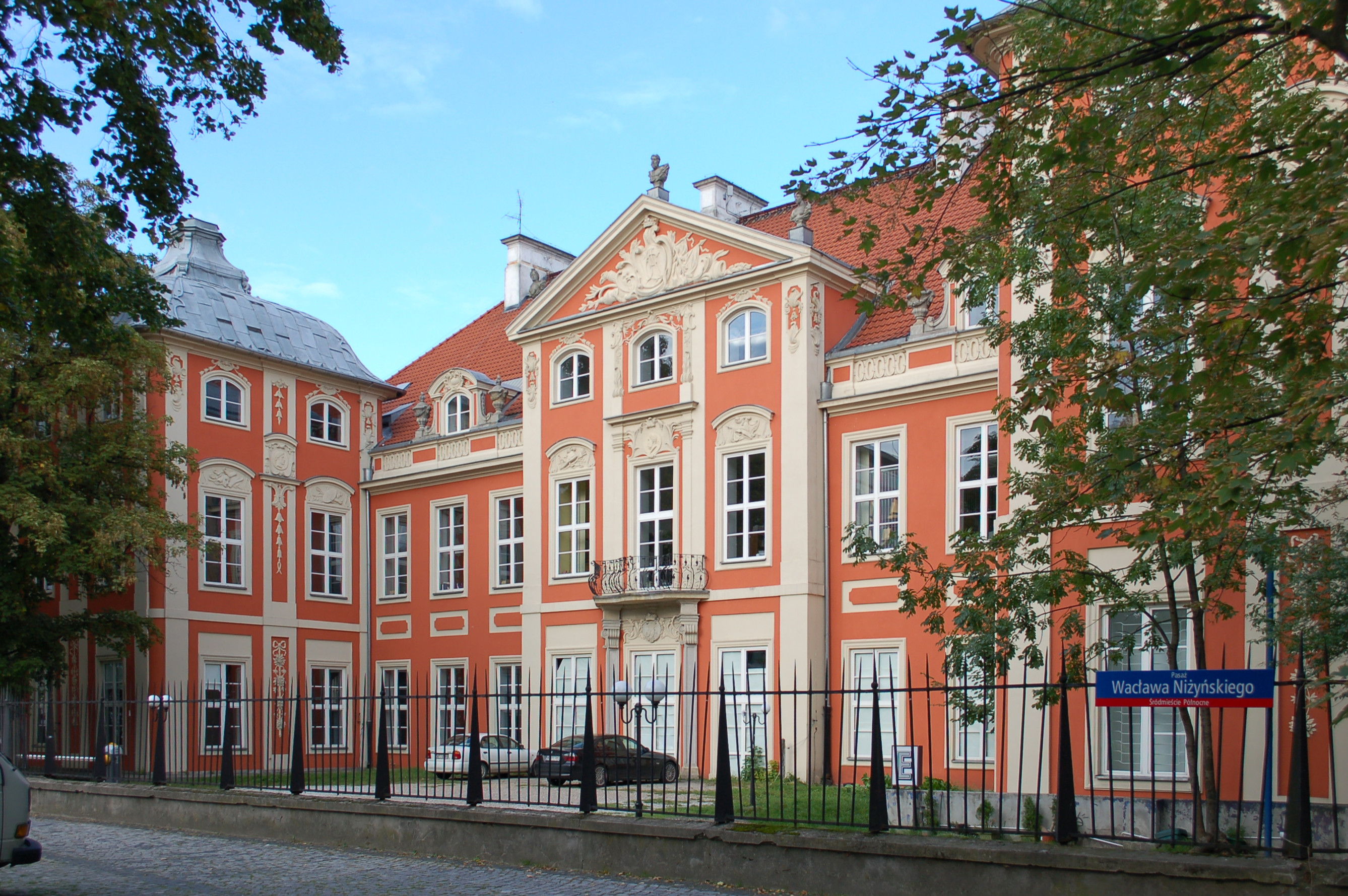
قصر Czapski بني بطراز الروكوكو ويضم أكاديمية الفنون الجميلة.

تمتلك وارسو بعض أفضل مؤسسات التعليم العالي في بولندا. فهي موطن لأربعة جامعات كبرى وأكثر من 62 مدرسة صغيرة للتعليم العالي  يبلغ العدد الإجمالي للطلاب في وارسو 500,000 تقريبًا (29.2٪ من سكان المدينة، 2002). أما عدد طلاب الجامعة فيبلغ أكثر من 280,000. ومعظم جامعات ذات السمعة الطيبة هي حكومية، ولكن في السنوات الأخيرة قد شهدت أيضًا تصاعدًا في عدد من الجامعات الخاصة الممتازة.
تأسست جامعة وارسو في عام 1816، عندما فصلت أقسام بولندا وارسو عن عن المركز القديم والأكثر نفوذًا في الأكاديمية البولندية، في كراكوف. جامعة وارسو للتكنولوجيا هي الثانية من نوعها في بولندا، واحدة من أكبر الجامعات في أوروبا الوسطى، وتوظف 2000 أستاذ. مؤسسات أخرى للتعليم العالي وتشمل كلية الطب بجامعة وارسو، وهي أكبر كلية طب في بولندا وجامعة الدفاع الوطني، أعلى مؤسسة أكاديمية عسكرية في بولندا، أكاديمية فريديريك شوبان للموسيقى وهي الأقدم والأكبر من نوعها في بولندا وواحدة من أكبر جامعات الموسيقى في أوروبا ومدرسة وارسو للاقتصاد وهي أقدم وأشهر جامعة للاقتصاد في البلاد  وجامعة وارسو للعلوم الحياتية وهي أكبر جامعة زراعية تأسست في عام 1818.
من المكتبات المهمة - مكتبة الجامعة، التي تأسست في 1816، وتحتوي على مليوني من البنود  وقد صمم المبنى من قبل المهندسين المعماريين "Marek Budzyński" و"Badowski Zbigniew" وافتتحت في 15 ديسمبر 1999  والمحاط بالخضار. تم افتتاح حديقة مكتبة الجامعة، والتي صممها "Irena Bajerska" في 12 يونيو 2002. انها واحدة من أكبر وأجمل الحدائق ذات السقف في أوروبا حيث تبلغ مساحتها أكثر من 10,000 متر مربع (107,639.10 قدم مربع) وتبلغ المساحة التي تغطيها النباتات 5111 متر مربع (55,014.35 قدم مربع). حديقة الجامعة مفتوحة للناس العامة يوميًا.

## وصلات خارجية
- الصفحة الرسمية لوارسو تشمل صور بانوراما 360° لمناطق مدرجة في اليونيسكو
- خريطة تفاعلية (باللغة البولندية)[وصلة مكسورة]
- مقرات شرطة المقاطعة – وارسو II (جزء من شرطة التجمع الحضري لمدينة وارسو)
- Warsaw Expat's Guide – معلومات للأجانب/المغتربون ممن سينتقلون ويعيشون في وارسو
- Warsaw message board –المعلومات والإرشادات للأجانب الذين يعيشون في وارسو
- بوابة مدينة وارسو (بالبولندية)